# كلية الطوسي الجامعة
جامعة الطوسي  هي جامعة عراقية أهلية تأسست عام 2005 وتقع في محافظة النجف في العراق على ايدي كفاءات علمية عراقية مخلصة وقد اجيزت الكلية من قبل وزارة التعليم العالي والبحث العلمي بموجب كتابها المرقم ج هـ س 4177 في 30 نوفمبر عام 2005.

## الاقسام
تضم خمسة كليات وهي:
- كلية التربية
- كلية التربية الاساسية
- كلية التمريض
- كلية القانون
- كلية التقنيات الطبية والصحية

### الموقع الرسمي
جامعة الطوسي